# Pedro Gonçalves de Lara
Pedro Gonçalves de Lara (em castelhano: Pedro González de Lara; m.16 de outubro de 1130 em Baiona), foi um nobre castelhano, conde e membro da Casa de Lara, e um dos nobres mais poderosos de seu tempo. Filho primogénito de Gonçalo Nunes e de Goto Nunes, foi um vassalo do rei Afonso VI e depois de sua filha e herdeira a rainha Urraca I de quem foi amante e com quem teve descendência. Opôs-se à sucessão do herdeiro legítimo de Urraca, Afonso VII. Esta disputa terminou com a sua morte prematura.
Pedro foi o primeiro membro de sua família a usar o sobrenome "de Lara", uma prática continuada por seus descendentes, Num documento datado de 19 de outubro de 1128, confirma como Petrus Gonçalvis gratia Dei Larensis comes.

## Biografia

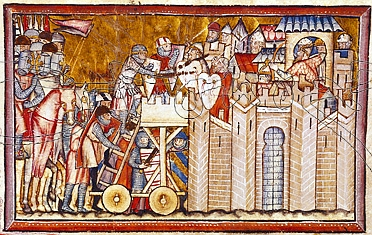
Miniatura (século XIII)) da Gran Conquista de Ultramar dum assalto dos Cruzados contra um castelo muçulmano (século XIII))

Pedro Gonçalves foi o filho de Gonçalo Nunes, o primeiro membro identificable da família Lara,e de sua esposa Goto Nunes, membro das linhagems dos Afonso deTierra de Campos e dos Álvares castelhanos. Teve vários irmãos, incluindo o conde Rodrigo e Maria, senhora dos Cameros.
Entre 1087 e 1091 foi alferes real. Em 1098, o rei Afonso VI o nomeou conde e armígero real (armiger regis). É possível que acompanhou à infanta Elvira de Castela, filha do Afonso VI e seu esposo Raimundo de Saint-Gilles, conde de Tolosa, na Primeira Cruzada em 1096 devido a sua larga ausência na documentação até 1106.
Neste último ano, acompanhou ao rei na campanha contra Zaragoza. Em 1107 governaba Lara como o título de conde. Também foi tenente em Medina del Campo,Peñafiel, Palencia, Torremormojón e Portillo, durante diversos periódos no reinado de Urraca e depois, durante o reinado de seu filho o rei Afonso VII, governou as tenências de Duenhas e Tariego. Foi senhor de Jaramillo Quemado e Tardajos e teve propriedades em Tierra de Campos, possivelment herdadas de os Afonso, a família de sua mãe.
Em 1108, participou na Batalha de Uclés, onde muitos condes  morreram, como porta-estandarte do Leão e manteve-se nesta posição até que a rainha Urraca chegou ao trono.
Depois da morte da rainha Urraca em marzo de 1126, de acordo com a crónica de Afonso VII, vários nobres se rebelaram contra seu filho, o novo rei, na cidadela de Leão.
| “ | …depois de assegurarem repetidas vezes, sob juramento, que não entregavam as torres, acrescentaram, ademais, que não queriam que ele reinasse sobre eles. Os seus corações tinham as esperanças postas nos castelhanos, o conde Pedro de Lara e seu irmão Rodrigo Gonzalez, os quais preferiam estar em guerra com el-rei, mais que em paz… | ” |

Os irmãos Lara refugiaram-se em Astúrias de Santillana mas finalmente reconheceram seu soberania mas não acompanharam ao rei em 1127 na batalha no vale de Támara, onde enfrentaram-se os leoneses e Afonso o Batalhador , e em 1229 em Atienza, outra vez contra o rei de Aragão.
O conde Pedro, seu irmão Rodrigo, e seu genro Bertrando de Risnel, mantiverem-se como antagonistas do rei de Leão, e em janeiro 1130:
| “ | ...o rei de Leão chegou à cidade de Palência e prendeu o conde Pedro de Lara e o conde Bertrando, o seu genro, devido a que se opuseram ao seu governo. Logo, o seu irmão D. Rodrigo, com a sua gente e os seus amigos, revoltaram-se. O rei levou os condes presos para Leão e encerrou-os na prisão até entregarem todos os seus castelos e vilas e, depois, deixou-lhes partir privados dos seus senhorios. O conde Pedro de Lara queria fazer a guerra em Castela, mas não conseguiu e foi a Baiona onde estava o rei de Aragão. | ” |

Pedro perdeu a tenência de Lara que o rei entregou a Ordonho Gustios e após partiu para Aragão. Depois, estando em Baiona no campamento de rei aragonés, Pedro desafiou ao conde Afonso Jordão que era leal ao rei de Leão, e foi ferido em duelo de justa, quebrando o braço quando caiu do seu cavalo e morrendo poucos dias depois. Um obituário na Catedral de Burgos registra que Pedro morreu à 16 de outubro de 1130.

## Matrimónio e descendência
Cerca de 1109, Pedro Gonçalves contraiu matrimónio com a condessa Ava, a jovem viúva do conde Garcia Ordonhez, que governou Nájera e morreu na Batalha de Uclés. Autores antigos consideraram que Ava era a filha de Pedro Froilaz de Trava. Não entanto, Ava não aparece na documentação medieval como filha do conde Pedro, e atualmente considera-se que provavelmente foi filha de Aimerico, visconde de Rochechouart, cuja mãe era chamada Ava. Ambos foram os pais de:
- Manrique Perez de Lara (1110–1164),[20] I senhor de Molina, herdou a liderança da casa de Lara e foi o mais poderoso magnata do seu tempo.
- Álvaro Peres de Lara (m. 1172),[21] conde, esposo de Mécia Lopez de Haro, filha do conde Lope Díaz I de Haro, senhor da Biscaia. Depois de enviuvar, Mécia foi a abadessa do mosteiro de São Andrés de Arroyo.
- Nuno Peres de Lara (m. 1177)[22], conde, esposo de Teresa Fernandes de Trava, filha do conde Fernão Peres de Trava e de Teresa de Leão. Depois de enviuvar, Teresa foi a amante e depois a  segunda esposa do rei Fernando II.
- Rodrigo Peres de Lara (m. 1169)[20] Antes de 1165 Rodrigo foi eleito prior da fundação cluniacense do São Salvador de Nogal, o único caso conhecido de um membro da alta nobreza castelhana que foi religioso no século  XII Em 1164, depois da morte de seu irmão Manrique, aparece com sua viúva e seus sobrinhos na Catedral de Burgos e em 1165 no mosteiro onde era prior confirmando como Roderico monacho, comitis Petri filio, regente ecclesiam supradictam.[23]
- Maria Peres de Lara,[24] casou com Pedro Fernandes de Castro, o primeiro Grão-Mestre da Ordem de Santiago.
- Milia Peres de Lara,[a] condessa por seu casamento entre 1141 e 1147 com o conde Gomes Gonçalves de Manzanedo.[25]

Em 1110, após a morte do conde Gomes Gonçalves, que morreu em outubro desse ano e um dos candidatos para casar com a rainha,  o conde Pedro tornou-se o amante da rainha reinante, Urraca e uma das figuras mais influentes do reino. Esta relação amorosa escandalizou boa parte da nobreza e, segundo De rebus Hispaniae: "O conde Pedro de Lara entretanto, exibiu uma inconveniente familiaridade privada com a rainha, que ele esperava consolidar mediante o matrimónio, ganhou preeminência sobre todos e começou a exercer o ofício de rei e a dominar a todos como senhor."
Teve dois filhos com a rainha Urraca:
- Elvira Peres de Lara (c. 1112–c. 1174). Seu primeiro casamento foi com Garcia Peres de Trava, filho do conde Pedro Froilaz de Trava, segundo declara Elvira num documento em 1138: comitissa Gelvira domini Petri et reginae domne Urraccae filia pro anima viri domina Garcia comitis domini Petri filius et dominae Maioris.[27] Depois de enviuvar, casou cerca de 1128 como Bertrando de Risnel[28] de quem não teve descendência.
- Fernando Peres de Lara, chamado Furtado. Aparece em Novembro de 1123 confirmando como Fernandus Petri minor filius. Participou na batalha de São Mamede onde foi capturado pelo portugueses.[29][30] Ficou em Portugal e aparece em 1140 confirmando um documento no Convento de São João de Tarouca como Ferdinandus Furtado, frater Imperatoris.[31]